# Before Night Falls
Before Night Falls (prt: Antes que Anoiteça; bra: Antes do Anoitecer) é um filme norte-americano de 2000, dirigido por Julian Schnabel, com roteiro dele, Cunningham O'Keefe e Lázaro Gómez Carriles baseado no livro Antes que anochezca, de Reinaldo Arenas.

## Prêmios e indicações
| Prêmio             | Categoria           | Recipiente    | Resultado |
| ------------------ | ------------------- | ------------- | --------- |
| Oscar 2001         | Melhor ator         | Javier Bardem | Indicado  |
| Globo de Ouro 2001 | Melhor ator - drama | Javier Bardem | Indicado  |

## Elenco principal
- Javier Bardem ... Reinaldo Arenas
- Vito Maria Schnabel	 ... 	Reinaldo adolescente
- Diego Luna	... 	Carlos
- Lia Chapman	... 	Lolin
- Sean Penn	... 	Cuco Sanchez
- Patricia Reyes Spíndola	 ... 	María Teresa Freye de Andrade
- Michael Wincott	... 	Heberto Zorilla Ochoa
- Hector Babenco	... 	Virgilio Piñera
- Johnny Depp	 ... 	Bon Bon / tenente Victor